# Вашингтонски универзитет у Сент Луису
Вашингтонски универзитет у Сент Луису (енгл. Washington University in St. Louis) је приватни универзитет у Сент Луису. Основан 1853. године, назив је добио по Џорџу Вашингтону. Доследно се сврстава међу најбоље универзитете у САД.